# Hirpida choba
Hirpida choba är en fjärilsart som beskrevs av Druce 1930. Hirpida choba ingår i släktet Hirpida och familjen påfågelsspinnare. Inga underarter finns listade i Catalogue of Life.